# Crema d'oli

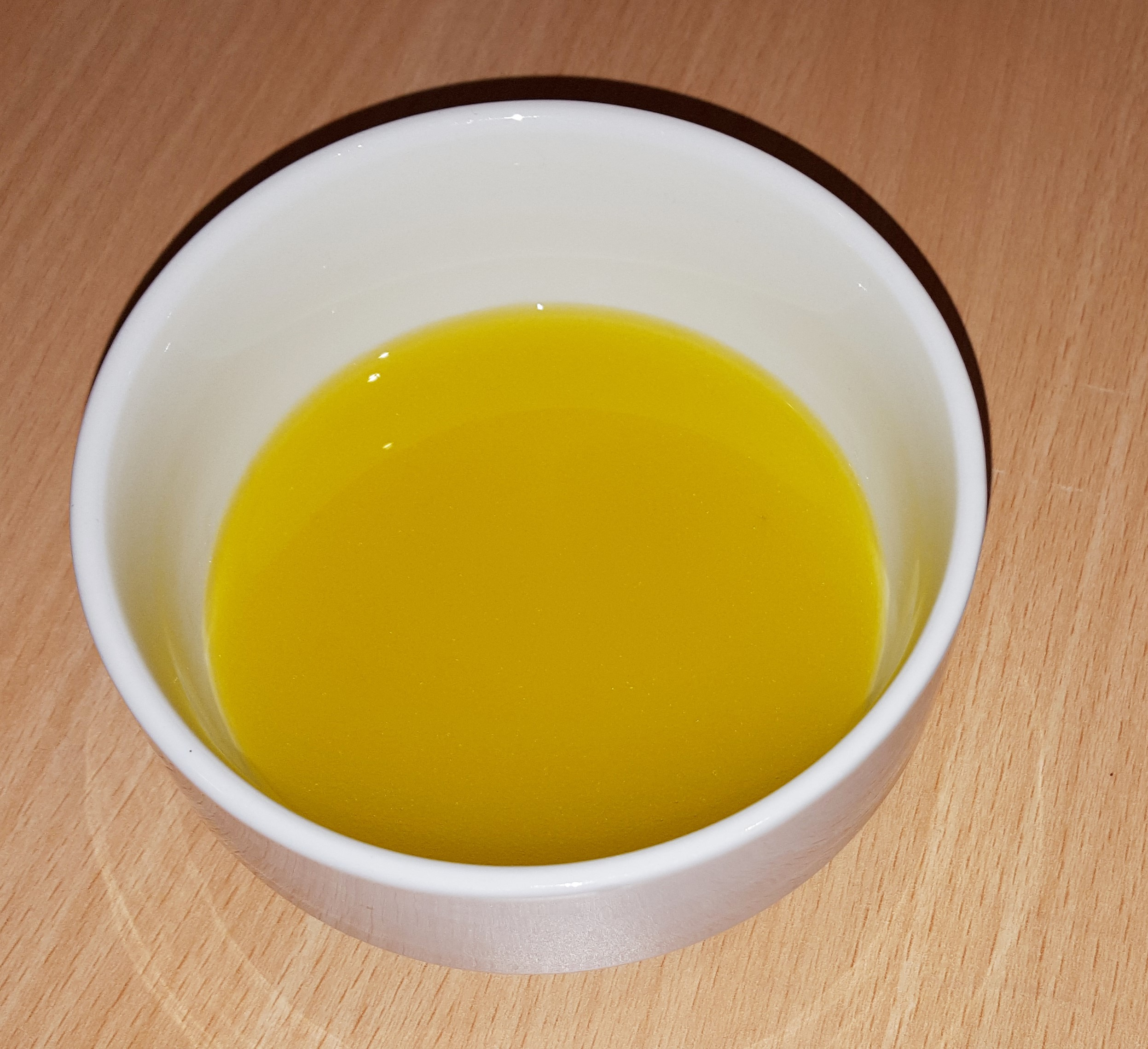
Crema d'oli

La crema d'oli és una elaboració d'oli d'oliva texturitzat, resultant de la combinació d'oli d'oliva amb gelatina.
Una elaboració similar és la sopa d'oli, que s'elabora amb goma xantana i és menys viscosa. 

## Composició
Calen tres ingredients per a la seva elaboració: oli, aigua i gelatina.
Per cada 100 g d'oli es necessiten 25 g d'aigua i una fulla de gelatina.

### Oli d'oliva
L'oli d'oliva és el producte per excel·lència de la cuina mediterrània. Per això, en l'àmbit culinari, se li dona molta importància i es tracta amb molta cura. Hi ha un gran ventall d'olis de diferents varietats d'oliva. El tipus d'oli no incidirà en la textura, però pot ser interessant utilitzar una o altra varietat si es busquen unes propietats organolèptiques específiques.

### Gelatina
La gelatina es presenta en làmines o en pols, i es mesura en graus Bloom. D'aquests depèn la consistència del gel. La gelatina de cua de peix, que és la gelatina més adient per realitzar aquesta elaboració, es troba fàcilment als supermercats i es presenta en forma de làmines de 2 g. Aquesta gelatina s'obté a partir del col·lagen dels ossos o la pell del porc i la vedella; per tant, no és una elaboració apta per a vegetarians.

## Procés d'elaboració

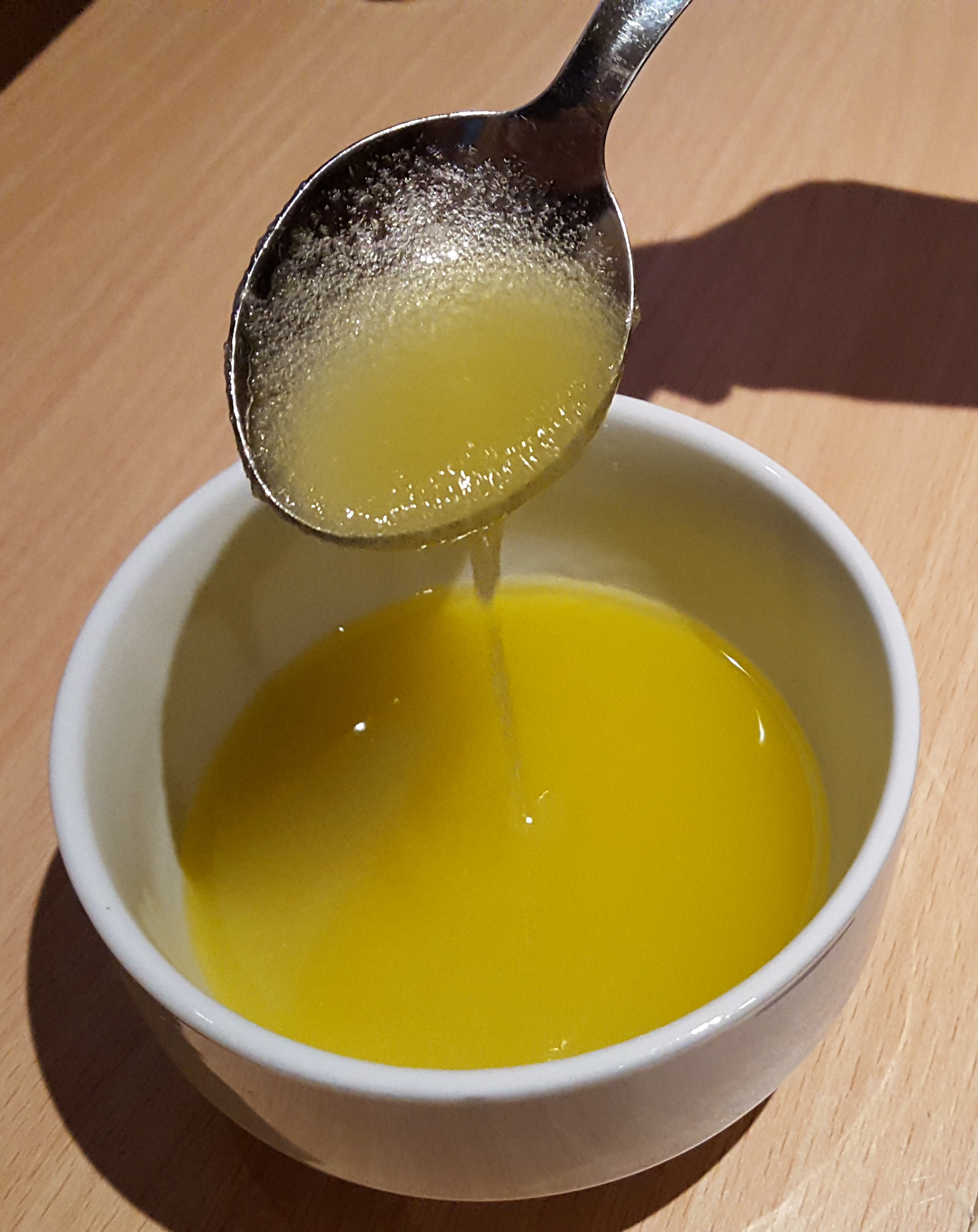
textura de la crema d'oli d'oliva

Abans de començar l'elaboració és imprescindible posar, durant 5 minuts, les fulles de gelatina en aigua, per tal que estiguin toves en afegir-les al líquid que es vol gelificar. A continuació, s'han d'estendre sobre paper absorbent per extreure’n l'excés d'aigua. Per obtenir un resultat òptim, convé batre l'oli amb un batedor elèctric.
Per elaborar la crema, primer s'ha d'escalfar l'aigua, però sense que bulli, ja que la gelatina es dissol a partir de 37 °C i perd el seu poder gelificant a la temperatura d'ebullició. A continuació s'incorpora la gelatina hidratada i es remena bé. Després s'aboca l'oli batut, a poc a poc i sense deixar de remenar, fins a aconseguir una mescla. Per finalitzar, es deixa refredar la mescla al frigorífic perquè gelifiqui. El resultat ha de ser una barreja cremosa amb dues fases (aigua i oli).
La gelatinització és deguda al fet que el líquid dissolvent queda atrapat en una xarxa sòlida, atrapa la fibra de col·lagen i, com a conseqüència, no hidrata la resta de components.
La finalitat d'aquesta elaboració és aconseguir un gel tou i amb poca consistència. Per aconseguir-ho s'han de tenir en compte dos factors: la concentració de l'agent gelificant i la temperatura.

## Aplicacions culinàries[4]
En l'àmbit culinari i pel que fa a la revolució gastronòmica, el canvi de textures ha significat un element important en el segle XXI. Aquesta elaboració va ser pionera a les cuines d'alta gastronomia dels restaurants El Bulli de Ferran Adrià o el Celler de Can Roca. Un gran exemple és el projecte sobre les textures de l'oli que va fer el cuiner Paco Roncero.
La indústria alimentària també es troba implicada en la producció de nous preparats que presenten textures toves necessàries i adaptades al sabor i a les propietats nutricionals.

### Tendències
A part de comportar un canvi sensorial dins la gastronomia, els texturitzants també tenen una funció social, ja que permeten obtenir textures noves aptes per a les persones grans. Amb aquestes textures toves s'aconsegueix minimitzar la pèrdua nutricional i incloure més varietat de productes en l'alimentació de les persones que segueixen una dieta tova.